# Downpatrick
Downpatrick (irisch: Dún Pádraig = Burg des Patrick) ist eine Stadt in Nordirland. Sie war der Verwaltungssitz der historischen Grafschaft Down und ist nunmehr einer der beiden Verwaltungssitze des Distrikts Newry, Mourne and Down.
Die Einwohnerzahl der Stadt wurde beim Census 2011 mit 10.822 Personen ermittelt. Downpatrick befindet sich 33 Kilometer südlich von Belfast an der Südwest-Ecke des Strangford Lough.

## Sehenswürdigkeiten
Bei der 1790 erbauten Kathedrale der Stadt liegt das Grab des irischen Nationalheiligen Patrick, der hier 461 oder 492/493 begraben wurde und wo an seinem Todestag, dem 17. März (Saint Patrick’s Day), zahlreiche Pilger und Touristen erscheinen. Das St. Patrick’s Centre der Stadt dokumentiert seine Lebensgeschichte. In Downpatrick befindet sich auch das Grab der Heiligen Brigida von Kildare.
In Downpatrick gibt es außerdem das Down County Museum und das Down Civics Art Centre. Von Downpatrick aus wird eine Bahnstrecke mit historischen Dampfloks betrieben.
Östlich der Stadt befinden sich die Heiligen Quellen von Struell Wells und das Court Tomb von Ballyalton. Das in den 1980er Jahren restaurierte Souterrain von Glovet liegt etwa südwestlich von Downpatrick.

## Persönlichkeiten
- Aodh Mac Cathmhaoil (1571–1626), ein irischer franziskanischer Theologe und Erzbischof von Armagh, geboren im Vorort Saul (Sabhall)
- David Healy (* 1979), nordirischer Fußballspieler
- Conor McMenamin (* 1995), nordirischer Fußballspieler
- Die drei Gründungsmitglieder der Rockband Ash stammen aus Downpatrick